# Leading Ladies (podcast)
Pour les articles homonymes, voir Leading Ladies.
Leading Ladies (en français En tant que dirigeantes) est un podcast zambien animé de 2 à 3 minutes publié le 27 mars 2019 sur YouTube , Facebook et LinkedIn , qui est dédié aux femmes historiques de la Zambie entre le XVIIe et le XIXe siècle qui occupaient des positions de leadership importantes.  Le podcast animé est produit par le Women's History Museum en Zambie et dans la région de Hivos en Afrique australe.  Les récits proviennent de toutes les 10 provinces zambiennes. Ils proviennent des archives nationales de Zambie et ont été écrits par Mulenga Kapwepwe et Samba Yonga, qui ont également produit le podcast,.  Le premier épisode intitulé The General a été publié sur les plateformes de médias sociaux du Women's History Museum.

## Liens Extérieurs
- Musée de la femme Zambie